# فيرموند، بارانا
فيرموند بلدية في ولاية بارانا في المنطقة الجنوبية من البرازيل.